# Szintetikus nyelv
A szintetikus nyelv a jelentéstömörítés mértéke szempontjából olyan nyelv, amelyben a nyelvtani viszonyítás és a szóképzés jellemzően a tőszóhoz adott toldalékokkal (ragozással), illetve képzőkkel történik. A toldalékolás lehet laza („ragasztó” jellegű) vagy tömör, amelyben egyetlen toldalék (rag) több nyelvtani funkciót is elláthat egyszerre (→ flektáló nyelv). A magyar nyelv túlnyomóan szintetikus nyelv: például fő|város|unk|ban (laza toldalékolás), de: lát|lak, ahol a -lak toldalék jelzi a kijelentő mód jelen idő egyes szám, első személy alanyát és egyúttal a második személyű tárgyat. A latin és a szláv nyelvek közül a legtöbb szintetikus, az újlatin nyelvek szintén ebbe a csoportba sorolhatóak, bár ősüknél sokkal inkább analitikusak: például lat. dare ’adni’ és dabo ’adni fogok’ (vö. spanyol daré vagy voy a dar, illetve olasz darò), amelyben az egyetlen rag jelöli a befejezetlen jövő, egyes szám, első személyt. A legtöbb agglutináló és flektáló nyelv szintetikus.